# Bithoracochaeta maricaensis
Bithoracochaeta maricaensis är en tvåvingeart som beskrevs av Márcia Souto Couri och Motta 1995. Bithoracochaeta maricaensis ingår i släktet Bithoracochaeta och familjen husflugor. Inga underarter finns listade i Catalogue of Life.